# Salpingophora
Salpingophora is een geslacht van kevers uit de familie van de loopkevers (Carabidae). De wetenschappelijke naam van het geslacht is voor het eerst geldig gepubliceerd in 1950 door Rivalier.

## Soorten
Het geslacht Salpingophora omvat de volgende soorten:
- Salpingophora bellana (W.Horn, 1905)
- Salpingophora hanseatica (W.Horn, 1927)
- Salpingophora helferi (Schaum, 1863)
- Salpingophora maindroni (W.Horn, 1897)
- Salpingophora rueppelii (Guerin-Meneville, 1847)